# Стафіняк Володимир
Стафіняк Володимир (1884 — 1920) — комендант Вишколу УСС.

## Життєпис
У 1915 обіймав пост команданта Вишколу УСС, протягом 1917–1918 — командант сотні УСС. Під час українсько-польської війни 1918–1919 командант IX Белзької бригади УГА, потім командант Вишколу УГА, 1920 — командант етапу ЧУГА.
Помер від епідемічного висипного тифу у «трикутнику смерті».